# Osor (Espagne)
Osor est une commune de la province de Gérone, en Catalogne, en Espagne, de la comarque de la Selva.